# Pick slide
Pick Slide er en teknik anvendt på guitar, som regel elguitar. Man tager sit plekter, vender kanten mod en streng og skraber plekteret hen ad strengen. Det kan enten gøres fra broen mod hovedet – hvilket er mest almindeligt – eller fra hovedet mod broen. Teknikken bruges på de tre dybeste strenge, da de ujævnheder vindingerne laver skaber den skrabende lyd (og de tre højeste strenge har ingen vindinger). Det giver en vild og larmende lyd som ofte leder hen mod noget, f.eks. en ny akkord eller et nyt stykke.
Teknikken blev gjort populær i 70'ernes hard rock og heavy metal, og blev ofte brugt i forbindelse med meget forvrænging på guitaren. 